# Silent Hill f
Silent Hill f är ett kommande survival horror-videospel utvecklat av NeoBards Entertainment och utgivet av Konami Digital Entertainment. Det är det åttonde spelet i Silent Hill-serien, efter Silent Hill: Downpour (2012). Spelet utspelar sig under 1960-talet i den fiktiva staden Ebisugaoka i Japan och följer Hinako Shimizu, en gymnasieelev som tar sig fram i staden, som nu är höljd i dimma, samtidigt som hon löser pussel, bekämpar groteska monster för att överleva och konfrontera djupliggande trauma och psykologisk terror.
Konami ansåg att serien hade blivit alltför västerniserad, så utvecklarna valde att förflytta berättelsen från seriens titulära stad till Japan för att förstärka sin japanska identitet. Konami anlitade Ryukishi07 till att skriva berättelsen och återanställde dessutom kompositören Akira Yamaoka, som hade arbetat med musiken till flera tidigare spel i Silent Hill-serien.

## Utveckling
Silent Hill f baseras på det japanska skräckkonceptet ”att finna skönheten i skräcken”, vilket antyder att ”när något blir alltför otroligt vackert och perfekt, så blir det obehagligt”.  Konami anlitade författaren Ryukishi07, känd för sin visuella roman Higurashi No Naku Koro Ni (When They Cry), eftersom de trodde att det behövdes någon som "verkligen kunde förstå essensen av japansk skräck".  Även om spelet var tänkt som en fristående berättelse, så har utvecklarna inkluderat flera referenser till tidigare Silent Hill -spel. 
Serien blandade ursprungligen japanska och västerländska skräckelement, men Konami ansåg att den hade blivit alltför västerniserad, vilket minskade dess japanska inflytande. Följaktligen beslutade teamet att skapa Silent Hill f som ett ”100 % japanskt skräckspel” med betoning på dess japanska ”essens”, som de ansåg vara centralt för serien trots att handlingen vanligtvis utspelar sig i USA.  Att flytta miljön från titelstaden till Japan innebar en utmaning, eftersom utvecklarna siktade på att behålla seriens kärnteman att "porträttera karaktärernas kamp med ondskan inom sig själva – synd, missnöje och konflikt".  
Spelets huvudsakliga miljö, staden Ebisugaoka, är inspirerad av Kanayama, Gero, i Gifu-prefekturen. Ryukishi07 föreslog Kanayama efter att ha jämfört olika platser och sa att dess ”extremt unika stadsbild” speglade tidens gång och hur dess strukturer hade utvecklats tillsammans med invånarnas livsstil. Utvecklingsteamet besökte Kanayama för att fotografera moderna platser och använde referensmaterial för att autentiskt återskapa 1960-talsmiljön.  Ryukishi07 noterade att kvinnliga karaktärer i tidigare Silent Hill-spel utsattes för mer betydande psykiskt lidande. Han ville skapa huvudpersonen Hinako Shimizu och bygga upp henne till en person som aktivt fattar sina egna beslut istället för att ”dras med i alla händelser i berättelsen”. Hinako porträtteras av skådespelerskan Konatsu Kato.
Konstnären och karaktärsdesignaren Kera strävade efter en visuell stil som skilde sig från de tidigare delarnas ”blodiga, rostiga miljöer”, men som samtidigt behöll en igenkännande känsla. Hon påpekade att det mest utmanande var att skapa monster, eftersom teamet ville kombinera Ryukishi07:s vision med Keras design och skapa monster som ”verkligen skulle tränga in i spelarnas psyken”.
Akira Yamaoka och Kensuke Inage komponerade musiken till spelets Fog World respektive Otherworld. Dessutom bidrog kompositörerna Dai och Xaki till projektet, som tidigare samarbetat med Ryukishi07. Yamaoka fokuserade på att införa seriens japanska ”essens” i musiken och återspegla sin egen kulturella identitet ”så mycket som möjligt på mitt eget sätt”. Inage uppgav att han ”blandade forntida japansk hovmusik med atmosfäriska ekon” och använde olika tekniker för att förmedla ”ångest, inre konflikter, rädsla och andra känslor”. Utvecklarna reste också till Kanayama för att spela in dess ljudlandskap.

## Releasedatum
Konami tillkännagav en specialutgåva som innehåller speciella utstyrslar och digitala föremål såsom en konstbok och soundtrack. Förbeställning av antingen basversionen eller specialutgåvan ger tillgång till bonusföremål i spelet. Dessutom erbjuder specialutgåvan 48 timmar tidigare tillgång till spelet innan sin officiella lansering. Spelet är planerat att släppas för PlayStation 5, Windows och Xbox Series X/S den 25 september 2025.